# 遊星歯車機構

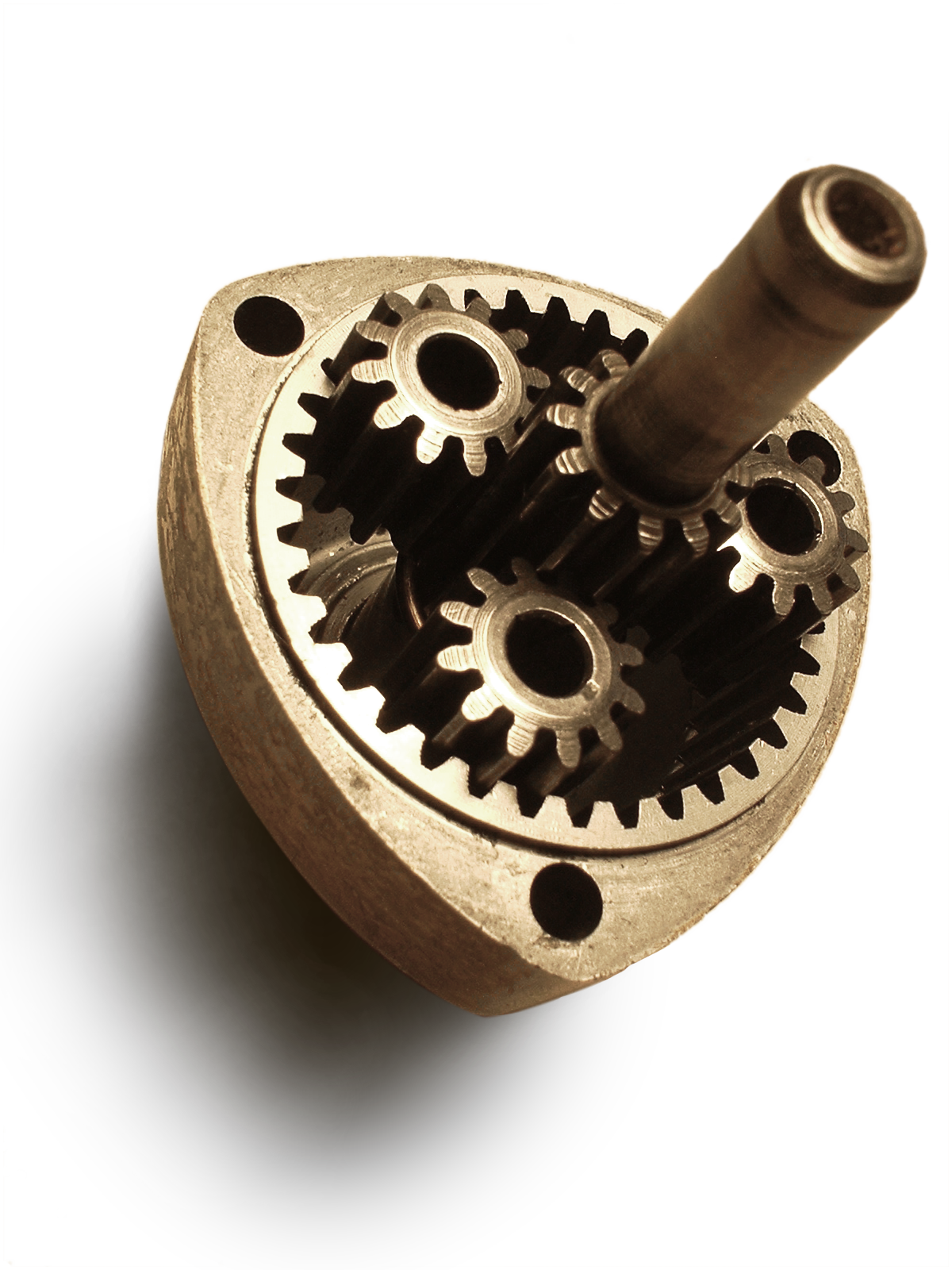
遊星歯車機構

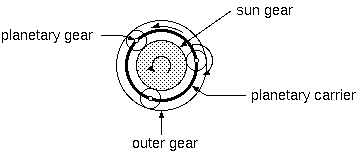
遊星歯車（断面）

遊星歯車機構（ゆうせいはぐるまきこう、英: planetary gear mechanism）とは、太陽歯車（英: sun gear）を中心として、複数の遊星歯車（英: planetary gear）が自転しつつ公転する構造を持った歯車機構である。

## 概要
「遊星」は、planet（惑星）の別の訳語で、その構造を惑星系に見立てたことに由来する。
現代では、自動車の変速機における減速を目的として、広く使われる。入力軸と出力軸を同軸にして増減速できることから、現在では主流のステップ自動変速に必須のメカニズムである。その反面、機構が複雑かつギア比の計算が難しい。
一つのユニットは太陽歯車 (sun gear)、遊星歯車 (planetary gear)、遊星歯車の公転運動を拾う遊星キャリヤ (planetary carrier)、内歯車 (outer gear) の4点の部品から構成される（右図参照）。太陽歯車の回転、遊星歯車の公転（キャリヤの回転）、外輪歯車の回転の3つの要素の内、一つを固定、一つを入力、一つを出力に接続する。それぞれどれを入出力・固定に割り当てるかによって、一つのユニットで複数の減速比や回転方向の切替が可能である。

## 分類

遊星歯車機構は、駆動軸（入力軸）、従動軸（出力軸）、固定軸の3本の基本軸からなる。

### 分類1
内歯車をC、太陽歯車をA、遊星キャリヤをSとする。
- プラネタリー型 - C軸が固定、A軸が駆動軸、S軸が従動軸でありS軸はA軸と同方向回転で減速される。
- ソーラ型 - A軸が固定、C軸が駆動軸、S軸が従動軸でありS軸はC軸と同方向回転で減速される。
- スター型 - S軸が固定、A軸が駆動軸、C軸が従動軸でありC軸はA軸と逆方向回転で減速される。

### 分類2
太陽歯車（外歯車、内歯車を含む）の軸をK、キャリヤ軸をH、遊星歯車軸をVで表すと次のように分類される。
- 2K-H型 - 外歯車A、内歯車C、キャリヤSの軸が基本軸となっており2個の太陽歯車軸と1個のキャリヤ軸が基本軸となっている。
- 3K型 - 外歯車A、内歯車C、内歯車Eの軸が基本軸、キャリヤSは遊星歯車の軸受を取り付けているため基本軸ではない。
- K-H-V型（ハイポサイクロイド減速機） - キャリヤS、遊星歯車B、内歯車Cの軸が基本軸である。
- 複合遊星歯車機構（2個以上の2K-H型） - 2個以上の2K-H型のそれぞれの3本の基本軸のうち2本の基本軸同士を結合し、残りの基本軸の1本を固定し他の1軸を駆動軸または従動軸とする機構。

## 2K-H型遊星歯車機構（I型）の速比

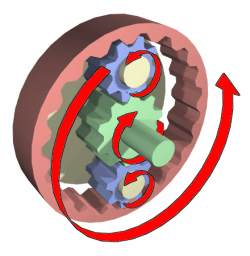
遊星歯車機構の各要素の自転と公転

2K-H型遊星歯車機構（I型）において太陽歯車、遊星歯車、内歯車の角速度および歯数をそれぞれ{\displaystyle \omega _{a},\omega _{b},\omega _{c};~z_{a},z_{b},z_{c}}とし遊星キャリヤの角速度を{\displaystyle \omega _{x}}とすると、作表法などにより一般に次の式が成り立つ。
{\displaystyle \omega _{b}=\omega _{x}-(\omega _{a}-\omega _{x}){\frac {z_{a}}{z_{b}}}}
{\displaystyle \omega _{c}=\omega _{x}-(\omega _{a}-\omega _{x}){\frac {z_{a}}{z_{c}}}}
これらの式から遊星歯車機構の速比（出力/入力）は次のようになる。
| 区分 | 太陽歯車 {\displaystyle z_{a}} | 内歯車 {\displaystyle z_{c}} | 遊星キャリヤ | 速比                                         |
| ---- | ------------------------------ | ---------------------------- | ------------ | -------------------------------------------- |
| 減速 | 入力                           | 固定                         | 出力         | {\displaystyle {\frac {z_{a}}{z_{a}+z_{c}}}} |
| 減速 | 固定                           | 入力                         | 出力         | {\displaystyle {\frac {z_{c}}{z_{a}+z_{c}}}} |
| 増速 | 固定                           | 出力                         | 入力         | {\displaystyle {\frac {z_{a}+z_{c}}{z_{c}}}} |
| 増速 | 出力                           | 固定                         | 入力         | {\displaystyle {\frac {z_{a}+z_{c}}{z_{a}}}} |
| 逆転 | 入力                           | 出力                         | 固定         | {\displaystyle -{\frac {z_{a}}{z_{c}}}}      |
| 逆転 | 出力                           | 入力                         | 固定         | {\displaystyle -{\frac {z_{c}}{z_{a}}}}      |

## 応用

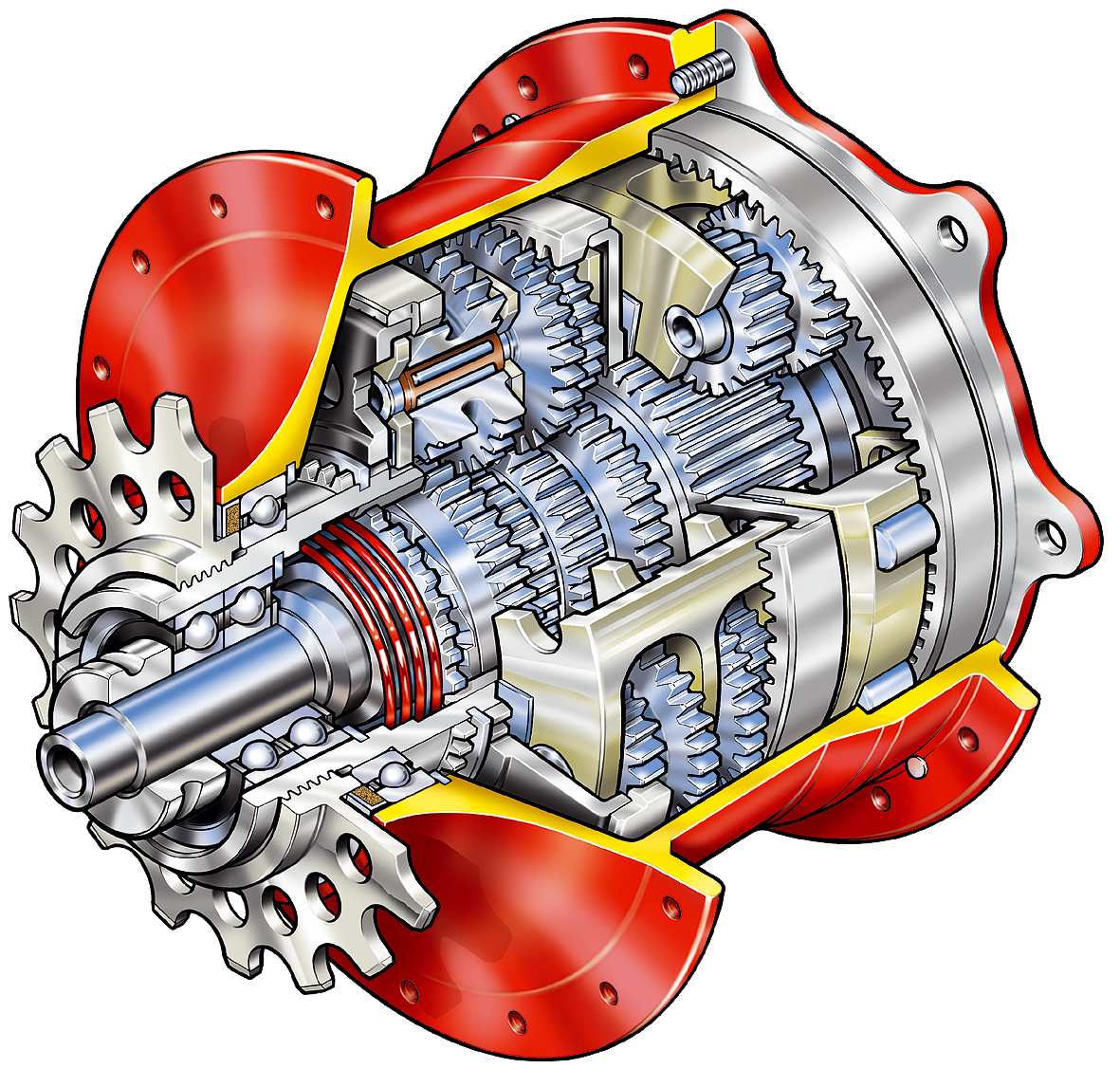
自転車の内装変速機

自動車
複数のユニットを組み合わせたものがトルクコンバータを併用したオートマチックトランスミッション（ステップAT）の変速装置に使われているほか、一部の四輪駆動車にセンターデフとして一般的に用いられている。また、トヨタ・プリウスなどTHS採用のハイブリッドカーでは太陽歯車を発電機に、遊星キャリヤをエンジンに、外輪歯車を車輪（モーター）に接続することでエンジンの駆動力を車輪（モーター）と発電機に分配するために用いられている。これにより、アイドリングや発進から低速時といった内燃機関の不得手な領域を電動機のみでカバーし、軽負荷域では余ったエンジンパワーを随時発電に回すことが可能となっている。ベルト式CVTに副変速機としても用いられている。
自転車
後輪のハブ内部に組みこまれる内装型変速機に用いられている。
減速機
シールド掘削機やガントリークレーン等多くの産業機械の駆動に遊星歯車機構を利用した遊星減速機が使われている。また、風力発電用風車では発電用増速機として遊星歯車機構のギヤボックスが使用されている。ギヤードターボファンエンジンはファンの減速に遊星歯車機構を利用している。
プラネタリウム
機械式の惑星投影装置に使用されたが近年は電子化されつつある。
アンティキティラ島の機械
古代の歯車式計算機。